# Cá trâu
Cá trâu (Danh pháp khoa học: Ictiobus) là một chi cá nước ngọt trong họ Cá mút. Đây là loại cá phổ biến tại Hoa Kỳ nhưng cũng được tìm thấy tại Canada, Mexico và Guatemala. Nó có thể dài đến 1,2m. Đây là một loài cá dùng để câu phổ biến ở Mỹ.

## Các loài
- Ictiobus bubalus (Rafinesque, 1818): Cá trâu mồm nhỏ
- Ictiobus cyprinellus (Valenciennes, 1844): Cá trâu miệng rộng
- Ictiobus labiosus (Meek, 1904)
- Ictiobus meridionalis (Günther, 1868)
- Ictiobus niger (Rafinesque, 1819): cá trâu đen